# Ricardo Menéndez Salmón
Ricardo Menéndez Salmón (Gijón, 1971) è uno scrittore e giornalista spagnolo.

## Collaborazioni con la carta stampata
Laureato in filosofia presso l'Università di Oviedo, dal 2005 fino al giugno del 2009 ha tenuto una rubrica settimanale intitolata La Clepsidra sul quotidiano El Comercio. Tra l'aprile del 2007 e il dicembre del 2008 si è cimentato come critico letterario nel supplemento culturale su ABC, dove attualmente tiene la rubrica sportiva Proa al Norte.
Collabora con le riviste Tiempo e El Mercurio, con il quotidiano La Nueva España e con i supplementi di El País Babelia e El Viajero.
In passato è stato direttore letterario della casa editrice KRK, ha diretto la rivista El Norte de los Libros e ha pubblicato su altre riviste come Avión de papel, Eventual, Lateral, Material de desecho, Paradigma, Parsifal e Reloj de arena.
In Italia i suoi libri sono pubblicati dalla casa editrice Marcos y Marcos.

## Opere

### Romanzi
- L'offesa (2008)
- Gridare (2009)
- l correttore (2011)
- Derrumbe (2012)
- La luce è più antica dell'amore (2014)
- Bambini nel tempo (2015)
- La noche feroz (2006) - inedito in Italia
- Los arrebatados (2003) - inedito in Italia
- Panóptico (2001) - inedito in Italia
- La filosofía en invierno (1999) - inedito in Italia

## Principali premi e riconoscimenti
- 2010: premio "Llanes de Viajes" per Asturias para Vera.
- 2010: premio "Cálamo Otra mirada" per La luz es más antigua que el amor.
- 2009: premio della critica alla Fiera del Libro di Bilbao per la trilogia composta da L'offesa, Derrumbe e Il correttore.
- 2008: premio della "Crítica de Asturias de Narrativa" per Derrumbe.
- 2007: premio "Qwerty" della Barcelona Televisión come rivelazione dell'anno per il romanzo L'offesa.
- 2007: premio "Librería Sintagma" come miglior romano per L'offesa.